# Apatania dirghabahu
Apatania dirghabahu är en nattsländeart som beskrevs av Schmid 1968. Apatania dirghabahu ingår i släktet Apatania och familjen Apataniidae. Inga underarter finns listade i Catalogue of Life.